# Rio Pardo de Minas
Rio Pardo de Minas est une municipalité brésilienne de l'État du Minas Gerais et la microrégion de Salinas.